# Krížová Ves
Krížová Ves (in ungherese Keresztfalu, in tedesco Kreuz) è un comune della Slovacchia facente parte del distretto di Kežmarok, nella regione di Prešov.